# Chiloscyphus anisolobus
Chiloscyphus anisolobus är en bladmossart som beskrevs av J.J.Engel et Glenny. Chiloscyphus anisolobus ingår i släktet blekmossor, och familjen Lophocoleaceae. Inga underarter finns listade i Catalogue of Life.